# Parafia Nawiedzenia Najświętszej Maryi Panny w Brzezinach
Parafia pw. Nawiedzenia Najświętszej Maryi Panny w Brzezinach – parafia rzymskokatolicka, należąca do dekanatu Drawno, archidiecezji szczecińsko-kamieńskiej, metropolii szczecińsko-kamieńskiej. W parafii posługują księża diecezjalni. Według stanu na wrzesień 2018 proboszczem parafii był ks. Krzysztof Okrzyński. Obecnie (2023 r.) proboszczem parafii jest ks. Robert Mrozowski

## Miejsca święte

### Kościół parafialny
Kościół Nawiedzenia Najświętszej Maryi Panny w Brzezinach

### Kościoły filialne i kaplice
- Kościół św. Huberta w Kiełpinie[1]
- Kościół św. Teresy od Dzieciątka Jezus w Kołkach[1]
- Kościół Miłosierdzia Bożego w Krzowcu[1]
- Kościół św. Józefa w Lubieniowie[1]
- Kaplica w DPS w Brzezinach[1]